# Нагрудный знак парашютиста люфтваффе
Нагрудный знак парашютиста люфтваффе (нем. Fallschirmschützenabzeichen der Luftwaffe) — немецкий квалификационный знак личного состава воздушно-десантных частей люфтваффе.

## Учреждение
23 сентября 1935 года полк «Герман Геринг» стал частью люфтваффе. Германом Герингом 29 января 1936 года было принято решение о формировании на базе полка воздушно-десантного подразделения. За счёт добровольцев из состава полка были сформированы 1-й батальон парашютного полка «Генерал Геринг» и 15-я инженерно-саперная рота полка «Генерал Геринг».
5 ноября 1936 года Геринг принял решение о учреждении квалификационного знака для военнослужащих воздушно-десантных войск. Описание знака и требования к его выдаче были опубликованы 16 ноября 1936 года в Бюллетене распоряжений люфтваффе (нем. Luftwaffen-Verordnunngsblatt)

## Описание

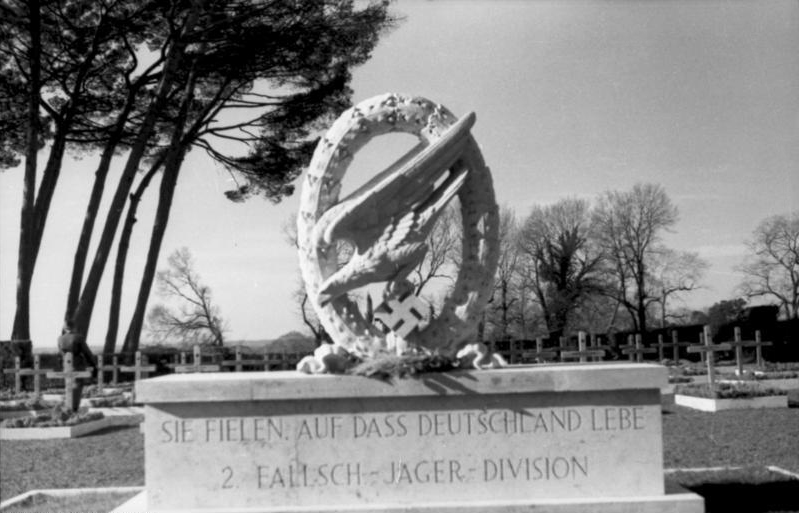
Памятник на кладбище 2-й парашютной дивизии «Они пали чтобы Германия жила». Италия, 1943 год

Знак представляет собой оксидированный посеребренный венок из дубовых листьев листьев с одной стороны и лавровых листьев с другой стороны, переплетённых внизу знака лентой. В венок вписан позолоченный пикирующий орёл, держащий в лапах свастику. Орёл и венок скреплены двумя заклёпками. Оборотная сторона знака плоская, с игольчатым креплением. Знак изготавливался из серебряно-никелевого сплава, томпака и цинка.
Размеры знака в зависимости от производителя: в высоту от 52,1 миллиметра до 53.9 мм, в ширину от 41,8 мм до 43,3 мм, орёл величиной от 49,0 до 50,7 мм. Вес знака от 20,11 граммов до 43,98 граммов. Известные производители знака: Imme & Sohn Berlin, W.Deumer Ludensdorf, G.W.L., G.H. Osang Dresden, P.Meybauer Berlin, B & NL, Assmann, Josef Feix & Sohn. Если на знаке имеется клеймо производителя, оно ставилось на оборотной стороне орла.
Кроме того, существовали тканая версия знака из золочёной нити или жёлтого шёлка и уменьшенная версия знака для гражданской одежды, размером около 9 миллиметров. С 1957 года существует денацифицированная версия знака.
Знак необходимо отличать от знака парашютистов сухопутных войск, который также существовал в третьем рейхе. На нём, в отличие от описываемого знака, в верхней части венка имелся имперский орёл, который держит свастику, соответственно, пикирующий орёл без свастики в лапах.

## Требования и вручение

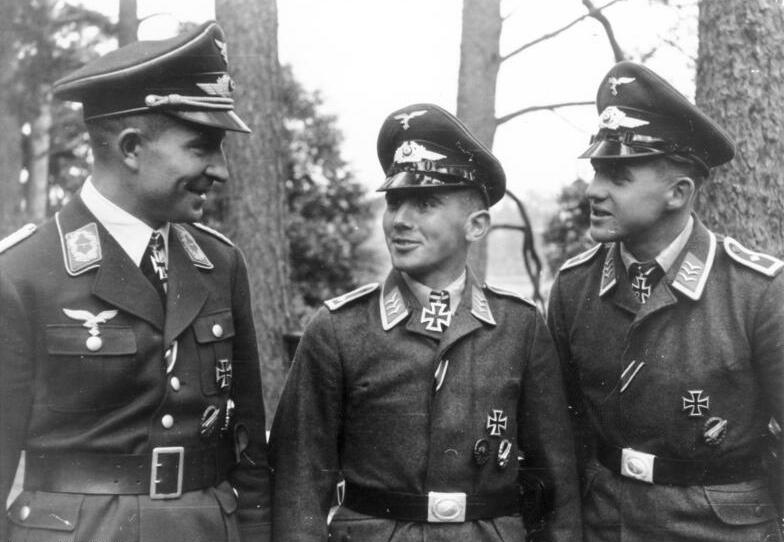
Группа парашютистов 2-й парашютной дивизии, каждый со знаком

Знак вручался всему личному составу воздушно-десантных войск вермахта после окончания парашютной подготовки, которая включала в себя 5 прыжков с парашютом. С 10 мая 1937 года знак вручался также офицерам из других частей или офицерам запаса, прошедшим парашютную подготовку. По некоторым данным обладатель знака должен был подтверждать право на ношение знака не менее чем шестью прыжками в год.
Знак вручался в синей коробке, к нему вручалось соответствующее удостоверение.
Всего было вручено около 32 600 знаков.
Знак носился на левой стороне формы, ниже груди.